# ماجد ناصر
ماجد ناصر (عربی: ماجد ناصر حمید بخیت؛ زادهٔ ۱ آوریل ۱۹۸۴) یک بازیکن فوتبال اهل امارات متحده عربی است.
وی همچنین در تیم ملی فوتبال امارات متحده عربی بازی کرده‌است.

## زندگي شخصی
ماجد ناصر زاده ۱ آوریل ۱۹۸۴ در امارات میباشد، اما وی اصالتا ایرانی می باشد. 